# 伊勒欧蒙
伊勒欧蒙（法語：Isle-Aumont，法語發音：[il omɔ̃]）是法国奥布省的一个市镇，位于该省中部偏南，属于特鲁瓦区和特鲁瓦香槟都会城市圈公共社区，其市镇面积为3.48平方公里，2022年1月1日时人口数量为490人。
伊勒欧蒙是特鲁瓦香槟都会城市圈公共社区的组成部分，位于特鲁瓦市区以南大约11公里。

## 行政
伊勒欧蒙的邮政编码为10800，INSEE市镇编码为10173。

## 地理

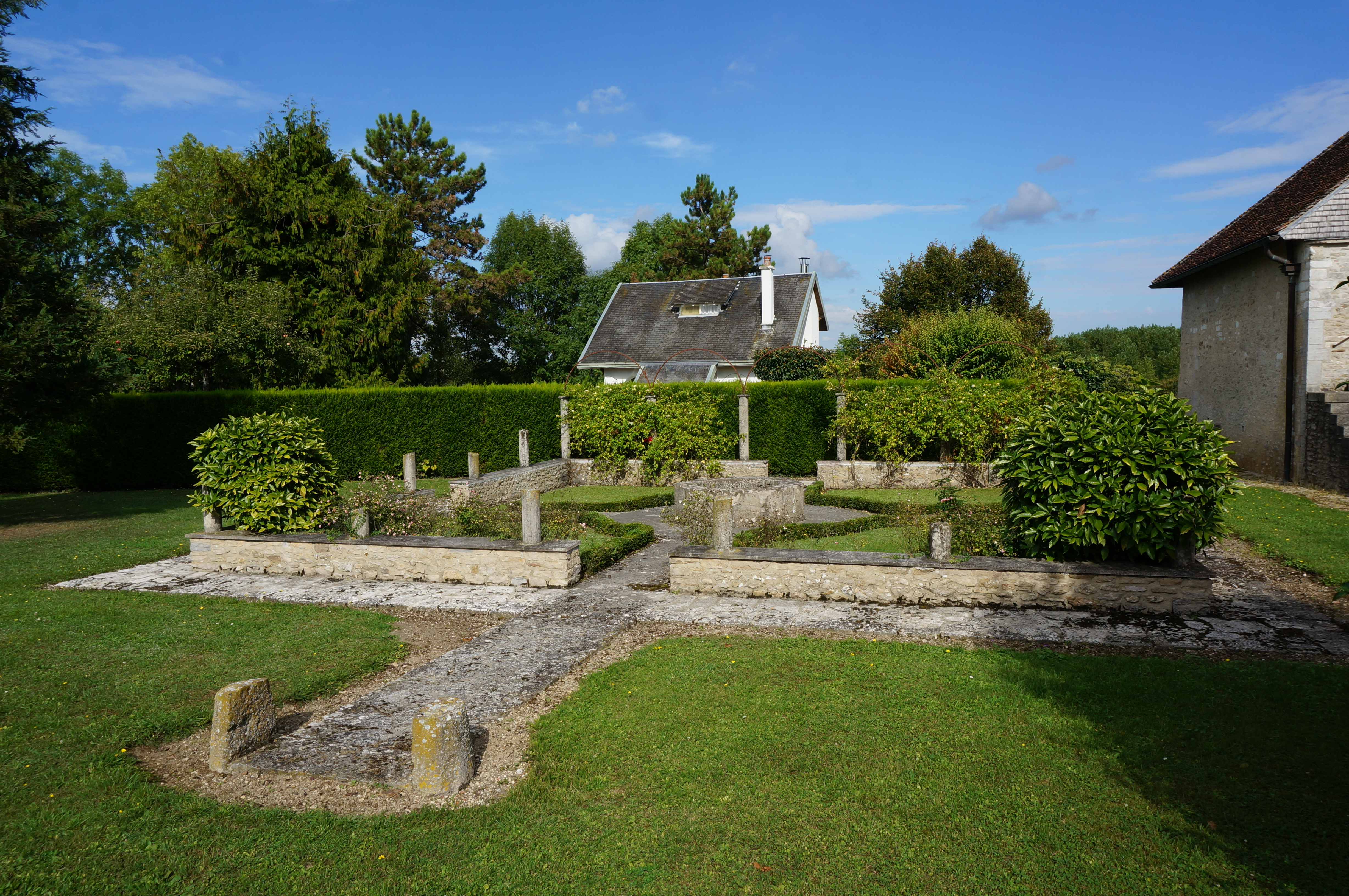
圣皮埃尔教堂内的一处花园

伊勒欧蒙（48°12'45"N, 4°7'28"E）位于法国中北部偏东，大东部大区西南部和奥布省中部偏南。
与伊勒欧蒙接壤的市镇包括：莱博尔德欧蒙、穆塞、圣蒂博、维勒默勒伊。
伊勒欧蒙属于塞纳河流域，境内地势平坦。
按照柯本气候分类法，伊勒欧蒙属于温带海洋性气候，全年温差较小，降水分布均匀。

## 历史
伊勒欧蒙历史上长期为一普通村落，中世纪末为欧蒙家族的领地，法国大革命后设为市镇。

## 交通
奥布省省道D93线、D123线和D671线在伊勒欧蒙境内交汇。
特鲁瓦公交2路途径境内，另有多条定制公交线路经过伊勒欧蒙。

## 政治
现任伊勒欧蒙市长为让-弗朗索瓦·雷斯林斯基先生（Jean-François Reslinski），他是一名右翼无党派人士。

## 人口
| 年份   | 1968 | 1975 | 1982 | 1990 | 1999 | 2007 | 2012 | 2017 |
| ------ | ---- | ---- | ---- | ---- | ---- | ---- | ---- | ---- |
| 人口數 | 165  | 351  | 367  | 558  | 543  | 516  | 508  | 472  |

## 景点
- 伊勒欧蒙圣皮埃尔教堂（法语：Église Saint-Pierre de l'Isle-Aumont）